# Seznam jezer v Turecku
Turecká jezera (turecky jezero - gölü).

## Největší podle rozlohy
Tabulka obsahuje přehled přírodních jezer ve Turecku s plochou přes 110 km² (bez tureckých přehrad) a některé menší.
| jezero   | rozloha (km²) | délka (km) | šířka (km) | hloubka (m) | nadm.výška (m) | provincie               |
| -------- | ------------- | ---------- | ---------- | ----------- | -------------- | ----------------------- |
| Van      | 3713          | 120        | 80         | 457         | 1646           | Van, Bitlis             |
| Tuz      | 1500          | 80         | 50         | 2           | 925            | Ankara, Konya, Aksaray  |
| Beyşehir | 656           | 45         | 25         | 9           | 1121           | Isparta, Konya          |
| Eğirdir  | 468           | 50         | 5          | 16          | 916            | Isparta                 |
| Akşehir  | 353           | 39         | 20         | 4           | 958            | Konya, Afyonkarahisar   |
| İznik    | 298           | 32         | 10         | 82          | 85             | Bursa, Yalova           |
| Burdur   | 200           | 34         | ?          | 110         | 854            | Burdur, Isparta         |
| Manyas   | 166           | ?          | 11         | 4           | 15             | Balıkesir               |
| Acıgöl   | 153           | 28         | 10         | 2           | 836            | Denizli, Afyonkarahisar |
| Uluabat  | 134           | 24         | 12         | 10          | 5              | Bursa                   |
| Eber     | 126           | ?          | ?          | ?           | 967            | Afyonkarahisar          |
| Çıldır   | 115           | 18         | 15         | 42          | 1959           | Ardahan, Kars           |
| ...      | ...           | ...        | ...        | ...         | ...            | ...                     |
| Aktaş    | 14            | ?          | ?          | 1           | 1799           | Ardahan                 |
| Uzungöl  | 0,2           | 0,6        | 0,3        | ?           | ?              | Trabzon                 |